# آنزیم مبدل آنژیوتانسین
در بدن ابتدا پیش‌ساز هورمون یعنی آنژیوتانسینوژن توسط کبد ساخته، در خون آزاد می‌شود. پروتئین آنژیوتانسینوژن توسط هورمون رنین به آنژیوتانسین یک تبدیل می‌شود و آنژیوتانسین یک توسط آنزیم مبدل آنژیوتانسین (ACE) که بیشتر در مویرگ‌های ریه یافت می‌شود به آنژیوتانسین دو تبدیل می‌شود. البته این آنزیم در سایر نقاط نیز یافت می‌شود ولی محل تجمع اصلی آن آندوتلیوم مویرگ‌های ریه‌است. این آنزیم از گروه کینازها بوده بخش کوچکی از انتهای C آنژیوتانسین یک (دواسید آمینه لوسین-هیستیدین) را حذف می‌کند.

## مکانیسم اثر
آنژیوتانسین دو هم یک عامل قوی انقباض عروقی (به خصوص شریانچه‌ها) است و هم از راهکارهای مختلف (مانند تحریک ترشح آلدسترون و هورمون ضد ادراری) موجب احتباس آب و سدیم می‌شود لذا عملکرد نهایی هورمون آنژیوتانسین دو افزایش فشار خون است. آنزیم مبدل آنژیوتانسین در ریه موجب تجزیه برادی کینین (یک گشادکننده عروقی آزاد شده در داخل بدن) هم می‌شود.

## کاربرد درمانی
به دلایل فوق داروهای مهارکننده آنزیم مبدل آنژیوتانسین مانند انالاپریل و بلوک کننده‌های آنژیوتانسین دو مانند لوزارتان و والزارتان همه داروهای کاهنده فشار خون هستند.